# Teken van Rosenbach
Het teken van Rosenbach is het ongebruikelijk veel trillen van de oogleden door ziektes die veroorzaakt worden door een teveel aan thyroxine (T4), een prohormoon dat geproduceerd en afgescheiden wordt door de schildklier. Het is een belangrijke aanwijzing dat iemand lijdt aan hyperthyreoïdie of de ziekte van Graves. Het teken van Rosenbach wordt vaak aangetroffen in combinatie met het teken van Dalrymple (abnormaal ver opengesperde oogleden), het teken van Stellwag (abnormaal weinig of onregelmatig knipperen) en het teken van Jellinek (hyperpigmentatie van de oogleden).